# Cintusmus (Toreut, 2. Jahrhundert)
Cintusmus war ein antiker römischer Toreut (Metallarbeiter), der wahrscheinlich im 2. Jahrhundert in Britannien tätig war.
Cintusmus ist nur noch aufgrund einer Weiheinschrift bekannt. Er weihte im Tempel des Gottes Silvanus Callirius in Colchester, dem antiken Camulodunum, ein Exvoto, eine gesundheitsbezogene Votivgabe. In dieser bedankte er sich bei der Gottheit für eine Heilung:

„DEO SILVANO CALLIRIO D CINTVSMVS AERARIVS VSLM“

„Deo Silvano Callirio d(onum) Cintusmus aerarius v(otum) s(olvit) l(ibens) m(erito)“

„Für den Gott Silvanus Callirius, Cintusmus, Kupferschmied, erfüllte willentlich und verdient sein Gelöbnis mit diesem Geschenk.“

Sowohl der Name Cintusmus als auch der des Gottes Callirius ist keltischen Ursprungs. Die bronzene Plakette wurde 1946 bei Ausgrabungen gefunden. Aufgrund der übrigen Funde, die man zumeist in das 2. Jahrhundert datieren konnte, wird auch die Plakette in das 2. Jahrhundert datiert. Sie gehört der Royal Grammar School von Colchester, auf deren Gelände sie gefunden wurde, befindet sich aber als Dauerleihgabe im Colchester Museum im Colchester Castle.
Cintusmus ist nicht mit dem gleichnamigen Toreuten des 1. Jahrhunderts aus Italien zu verwechseln.

## Einzelbelege
1. ↑  Alamy Limited: Votive Plakette in römischen Bronze, zu der Gott silvanus Callirius, c 1. Jahrhundert. Artist: Cintusmus Stockfotografie. Abgerufen am 20. März 2021.
2. ↑  RIB 194. Dedication to Silvanus Callirius | Roman Inscriptions of Britain. Abgerufen am 20. März 2021 (englisch).
3. ↑  Celtic Personal Names of Roman Britain (CPNRB). Abgerufen am 20. März 2021.

| Personendaten    | Personendaten                              |
| ---------------- | ------------------------------------------ |
| NAME             | Cintusmus                                  |
| KURZBESCHREIBUNG | antiker römischer Toreut                   |
| GEBURTSDATUM     | 1. Jahrhundert v. Chr. oder 1. Jahrhundert |
| STERBEDATUM      | 1. Jahrhundert oder 2. Jahrhundert         |